# Waldemar R. Röhrbein
Waldemar R. Röhrbein (* 9. September 1935 in Hannover; † 5. Oktober 2014 in Emden) war ein deutscher Historiker. Er wirkte als Museumsleiter und -direktor und war Präsident des Niedersächsischen Heimatbundes.

## Leben
Waldemar R. Röhrbein studierte Geschichte, Anglistik, Pädagogik und Philosophie an den Universitäten Göttingen und Hamburg. Im Wintersemester 1964/65 wurde er an der Universität Göttingen promoviert mit seiner Arbeit Hamburg und der hannoversche Verfassungskonflikt, 1837–1840. 1965 trat er in den Museumsdienst ein.
1967 wurde Röhrbein Leiter des Städtischen Museums Göttingen. Von 1976 bis zu seiner Pensionierung 1997 war er Direktor des Historischen Museums am Hohen Ufer in Hannover, daneben von 1995 bis 1997 auch Direktor des Kestner-Museums in Hannover. Er war von 1986 bis 2001 und wieder seit April 2010 stellvertretender Vorsitzender des Heimatbundes Niedersachsen. Von 1999 bis 2004 war er Präsident des Niedersächsischen Heimatbundes.
Röhrbein saß im Beirat des Historischen Vereins für Niedersachsen. Ihm wurde 2004 der Niedersächsische Verdienstorden 1. Klasse verliehen.

## Schriften (Auswahl)
Waldemar R. Röhrbein veröffentlichte zur Stadtgeschichte von Göttingen und Hannover ebenso wie zur niedersächsischen Landesgeschichte, aber auch zum Museumswesen und zur Heimatbewegung. Insbesondere gemeinsam mit dem langjährigen Leiter des Stadtarchivs Hannover, Klaus Mlynek, war er aber auch Herausgeber und Autor.
- (Hrsg.) Der Maschsee in Hannover. Seine Entstehung und Geschichte, mit Beiträgen von Felix zur Nedden, Waldemar R. Röhrbein, Klaus Mlynek, Dieter Tasch, Kaspar Klaffke, Ernst August von der Haar und Peter K.-W. Meyer, Schlütersche Verlagsanstalt und Druckerei, Hannover 1986, ISBN 978-3-87706-046-9 und ISBN 3-87706-046-3; Inhaltsverzeichnis.
- (Hrsg. mit Klaus Mlynek) Geschichte der Stadt Hannover, unter Mitarbeit von Dieter Brosius, Carl-Hans Hauptmeyer, Siegfried Müller und Helmut Plath, Schlütersche Verlagsanstalt und Druckerei,
  - Bd. 1: Von den Anfängen bis zum Beginn des 19. Jahrhunderts, Hannover 1992, ISBN 3-87706-351-9.
  - Bd. 2: Vom Beginn des 19. Jahrhunderts bis in die Gegenwart,  Hannover 1994, ISBN 3-87706-364-0[8]
- Hannover Chronik, 2001.[9]
- Hannoversches Biographisches Lexikon, 2002.
- Stadtlexikon Hannover, 2009.

Weitere Arbeiten:
- Ausverkauf. Die Marienburg der Welfen im Brennpunkt der Interessen. In: Niedersachsen (Zeitschrift für Kultur, Geschichte, Heimat und Natur seit 1859), 2/2006, S. 34–35. Derselbe Text findet sich mit kleinen Änderungen unter dem Titel: Im Brennpunkt: Die Marienburg. In: Springer Jahrbuch 2006, S. 67–73, 125–126.
- Kleine Stadtgeschichte Hannovers, Pustet, Regensburg 2012, ISBN 978-3-7917-2311-2.
- (Hrsg.), Hugo Thielen (Bearb.): Jüdische Persönlichkeiten in Hannovers Geschichte, vollständig überarbeitete, erweiterte und aktualisierte Neuauflage, Lutherisches Verlagshaus, Hannover 2013, ISBN 978-3-7859-1163-1.